# Șulhanivka, Ciortkiv
Șulhanivka (în ucraineană Шульганівка) este localitatea de reședință a comunei Șulhanivka din raionul Ciortkiv, regiunea Ternopil, Ucraina.

## Demografie
Componența lingvistică a localității Șulhanivka
     Ucraineană (99,83%)
     Alte limbi (0,17%)
Conform recensământului din 2001, majoritatea populației localității Șulhanivka era vorbitoare de ucraineană (99,83%), existând în minoritate și vorbitori de alte limbi.